# Парросель, Жозеф
Жозеф Парросель (фр. Joseph Parrocel; 3 октября 1646, Бриньоль — 1 марта 1704, Париж) — французский живописец, рисовальщик и гравёр, баталист эпохи «большого стиля» Людовика XIV по прозванию Парросель сражений (фр. le Parrocel des batailles). Отец художника-баталиста Шарля Парроселя.

## Семья художников Парросель
Родоначальником большой семьи, давшей в течение шести поколений четырнадцать известных живописцев, рисовальщиков и гравёров, был Жорж Парросель (ок. 1540 — ок. 1614), живописец из Монбризона. Его сын Бартелеми (1595—1660) — живописец, учился в Италии, работал в Испании. Сыном и учеником Бартелеми был Жозеф Парросель, наиболее известный представитель семьи. Его брат Луи Парросель (1634—1694) — также художник и один из его учителей. Два сына Жозефа Парроселя также стали художниками: Жан Жозеф (1690—1774), рисовальщик и инженер, и Шарль (1688—1752), живописец и гравёр.
Племянники Жозефа — Жак-Иньяс (1667—1722) и Пьер Парросель (1664—1739), живописец и гравёр.
Из этой семьи известны также Этьенн Парросель Первый, прозванный Римским (Le Romain, 1696—1775), живописец, с 1717 года работавший в Италии, в Риме, и Жозеф Иньяс Франсуа Парросель (1704—1781), живописец и гравёр, художник пейзажного и батального жанра, в 1736—1753 годах также работавший в Риме, Этьен-Антуан Парросель (1817—1896), живописец и писатель, кавалер ордена Почётного легиона и многие другие члены «Семьи Парросель».

## Биография Жозефа Парроселя
Жозеф Парросель родился в Бриньоле 3 октября 1646 года в семье художника Бартелеми Парроселя и Катрин Симоны. Его старший брат Луи Парросель (1634—1694) после смерти отца, научил его основам рисунка и живописи. Некоторое время Жозеф работал вместе с братом, но не удовлетворённый этим, он оставил брата и отправился в Марсель, где участвовал во внутренней отделке кораблей. После непродолжительного возвращения в Бриньоль он отправился в Париж, где проживал с 1664 по 1667 год и часто посещал парижское художественное сообщество.
Около 1667 года Жозеф Парросель переехал в Италию, восемь лет прожил в Риме, был учеником Жака Куртуа, известного живописца-баталиста, с особенным увлечением изучал творчество Сальватора Розы. Затем он посетил несколько итальянских городов, включая Венецию.
В июле 1675 года Жозеф Парросель вернулся в Париж, Франция тогда находилась в состоянии войны с голландцами. Через шесть месяцев после прибытия он женился на Катрин Анжелик Жаклен, дочери Жана Жаклена и Мари Титон, сестре Максимилиана Титона, торговца оружием, обогащённого войнами Людовика XIV. Он быстро завоевал уважение столичных любителей искусства. 29 февраля 1676 года он был принят в качестве выборного члена в Королевскую академию живописи и скульптуры, которая одобрила художника и предложила ему создать картину на тему истории войн короля. 28 марта 1676 года он представил несколько проектов, затем 14 ноября 1676 года стал академиком за картину «Осада Маастрихта», изображающую кавалерийский удар короля Людовика. В 1703 году Жозеф Парросель стал советником Академии. Как член Академии он получал королевские заказы. Однако Шарль Лебрен, возглавлявший Академию, отказался от его сотрудничества в написании картин со сценами походов короля Людовика XIV, которые должны были стать картонами для изготовления шпалер на мануфактуре Гобеленов.
Преодолевая придворные интриги, Жозеф Парросель добился заказов на оформление батальными картинами королевских покоев в Версале. Маркиз де Лувуа, военный министр Франции, поручил ему живопись в трапезной церкви Дома Инвалидов («Победы Людовика XIV»). Он же занял художника работами в Марли. Спустя десять лет после прибытия в Париж, Жозеф Парросель находился на пике своей карьеры. В этот период художник принял в своей мастерской племянников Пьера и Жака-Иньяса Парроселя. За свою жизнь Жозеф Парросель принял участие только в одной официальной выставке, в Парижском салоне1699 года, двенадцатью картинами.
Жозеф Парросель перенёс инсульт в конце февраля 1704 года и умер 1 марта того же года в возрасте пятидесяти семи лет. Похоронен в церкви Сен-Совёр в Париже. 16 июля 1704 года была составлена опись, давшая довольно точное описание квартиры художника, расположенной на улице Ренар. В подвале стоял станок для печати гравюр: поэтому именно у себя дома художник смог напечатать гравюр «Жизнь Христа». В главной комнате имелось большое количество картин (сто пятьдесят одна) из которых лишь около трети приписывается Жозефу Парроселю. Они показывают многогранность творчества художника в конце его жизни. Помимо батальных картин имелись портреты, бытовые сцены и охотничьи сюжеты. Библиотека художника насчитывала тридцать четыре тома.

## Творчество
Жозеф Парросель писал преимущественно батальные и рыцарские сцены, но писал также пейзажи, исторические и религиозные композиции, такие как «Искушение Святого Петра в пустыне» (1694). Он также создал картины для церкви Нотр-Дам-де-Виктуар, отеля Субиз и отеля Тулуз в Париже. В 1700 году он написал «Праздник в Безоне», предшественницу «галантных празднеств» (fêtes galantes) в духе Антуана Ватто. Он также был одним из первых, кто писал сцены охоты и ориентальные картины «шинуазри».
Известно также около девяноста офортов, из которых двадцать семь изображают сцены из жизни Христа.
Старинный биограф писал о нём:

Чтобы придать своим картинам особый блеск краски и глубину тона мастер готов был впускать в краску порошковое золото и даже вкраплять в живопись драгоценные камни. Зато говорили, что невозможно обнаружить больше вдохновения и огня, нежели в живописи Парроселя, в его лёгком, элегантном мазке, в его поразительной красочности, в его уверенной и твёрдой кисти и в изумительных эффектах света
Произведения Жозефа Парроселя хранятся в парижском Лувре, в Версале («Вид Place Royale в Париже»), в музеях Безансона, Дижона, Лиона, Нанта («Исцеление бесноватых»), в частных коллекциях. Однако предполагается, что ряд атрибутируемых художнику картин являются ранними работами его племянника Жака-Иньяса Парроселя (1667—1722).

## Галерея

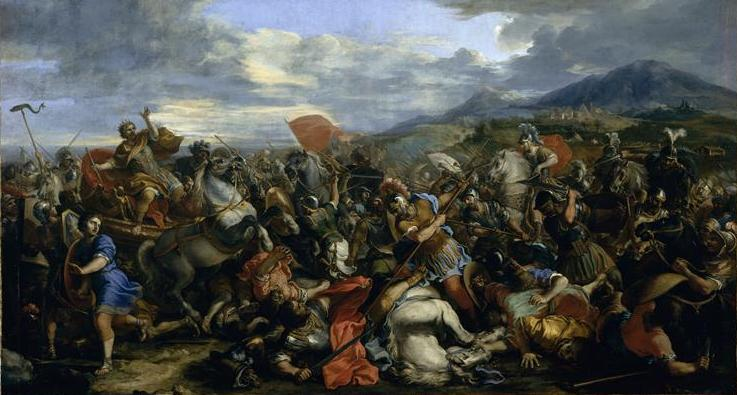
Александр Македонский наносит поражение Дарию в битве при Арбелах. Ок. 1687. Холст, масло. Апартаменты короля, Версаль
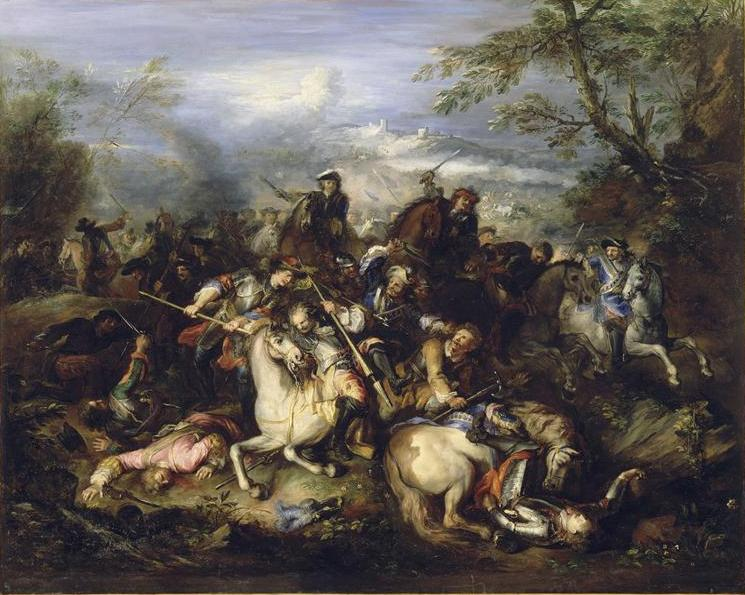
Битва при Лёзе 18 сентября 1691 года. Ок. 1691. Холст, масло. Апартаменты короля, Версаль
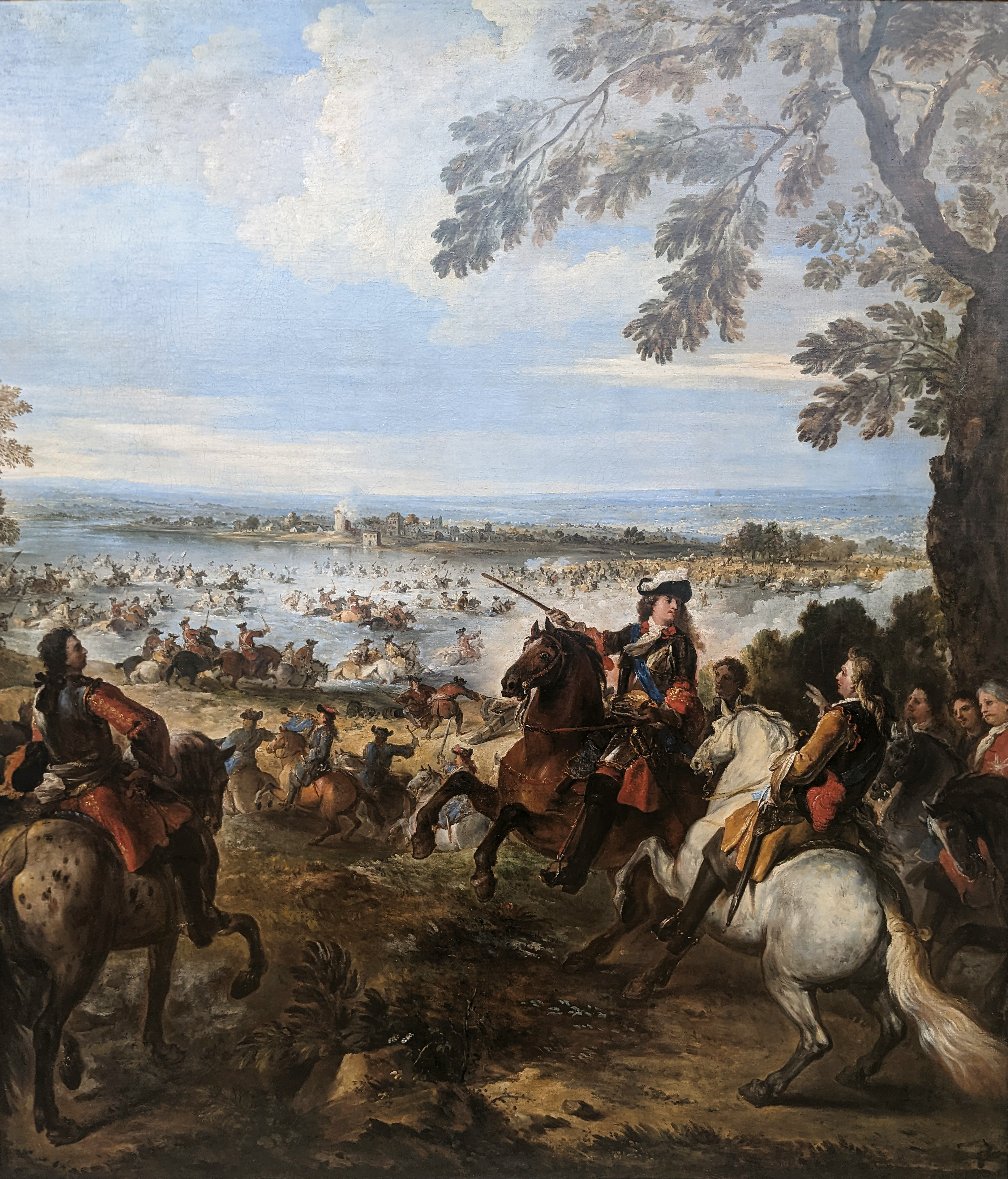
Переход через Рейн армии Людовика XIV. 1699. Холст, масло. Лувр, Париж
Герцогиня де ла Ферте. 1670-е. Холст, масло. Замок Скоклостер, Швеция
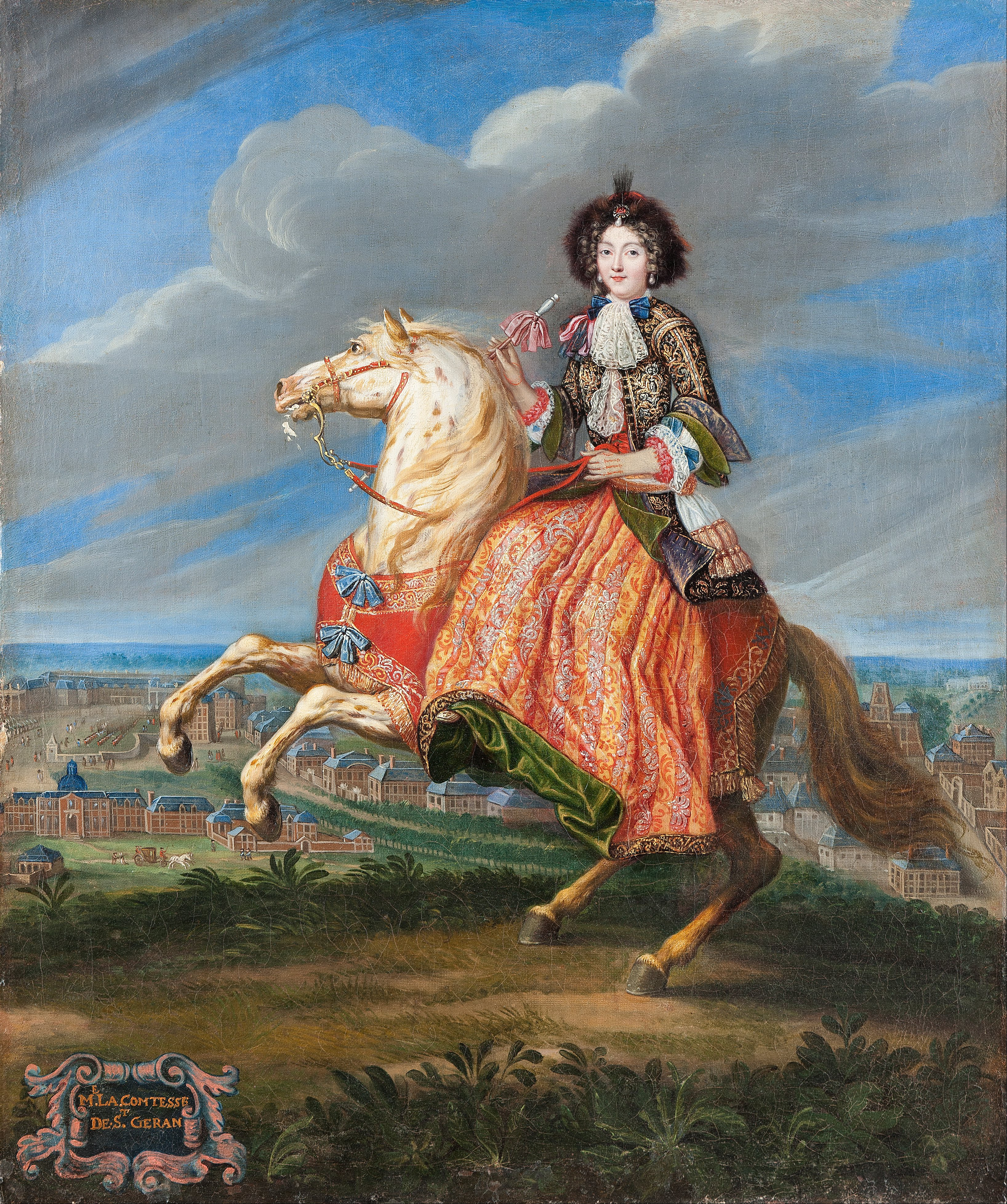
Графиня де Сен-Жеран. Между 1675 и 1682. Холст, масло. Замок Скоклостер, Швеция
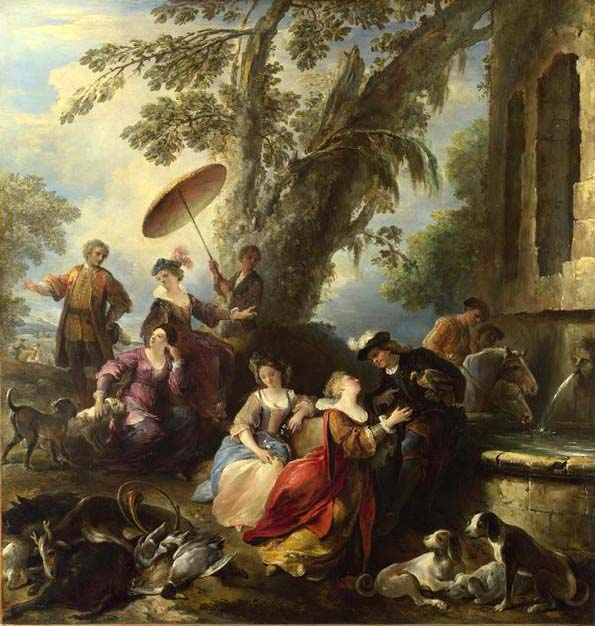
Возвращение с охоты. Холст, масло. Национальная галерея, Лондон
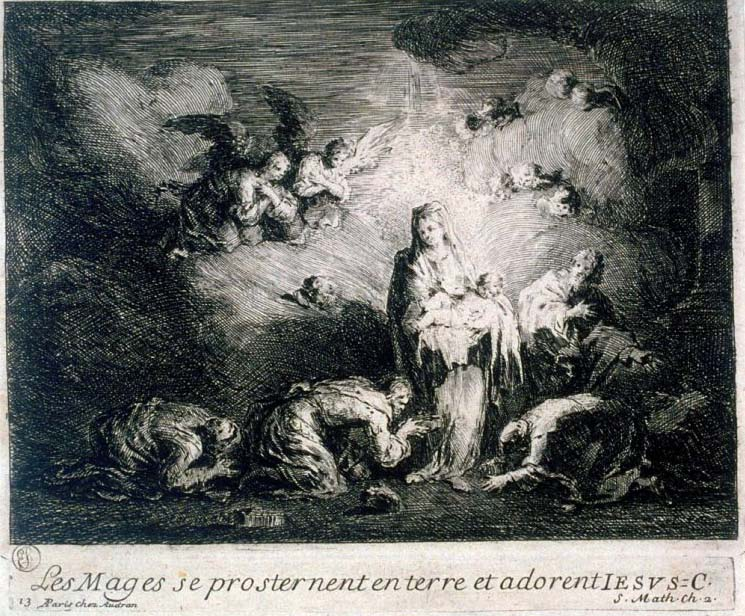
Поклонение волхвов. Офорт
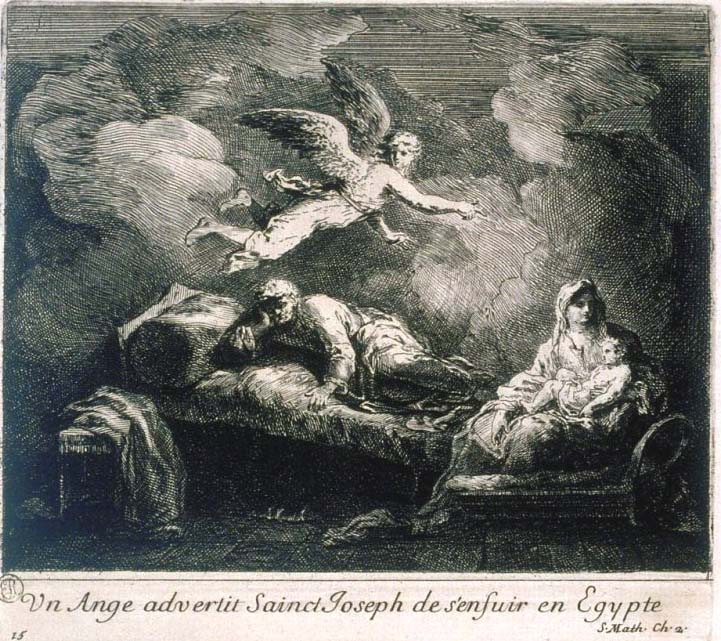
Ангел повелевает Иосифу бежать в Египет. Офорт